# O Primeiro Círculo
O Primeiro Círculo (em russo: В круге первом) é um romance escrito pelo escritor russo Alexander Soljenítsin, publicado em 1968.
O romance retrata a vida dos ocupantes de um sharashka (uma agência de pesquisa e desenvolvimento formada por presidiários do Gulag) localizada nos subúrbios de Moscou. Esse romance é bastante autobiográfico. Muitos dos prisioneiros (zeks) são técnicos ou acadêmicos que foram presos sob o Artigo 58 do Código Penal RSFS nos expurgos de Josef Stalin após a Segunda Guerra Mundial. Ao contrário dos habitantes de outros campos de trabalhos forçados do Gulag, os sharashka zeks eram adequadamente alimentados e desfrutavam de boas condições de trabalho; no entanto, se encontrassem desaprovação das autoridades, poderiam ser imediatamente enviados para a Sibéria.
O título é uma alusão ao primeiro círculo de Dante, ou limbo do Inferno em A Divina Comédia, em que os filósofos da Grécia e outros pagãos virtuosos vivem em um jardim murado e verde. Eles não podem entrar no Céu, pois nasceram antes de Cristo, mas desfrutam de um pequeno espaço de relativa liberdade no coração do Inferno.

## Resumo da trama
Innokentii Volodin, um diplomata, faz um chamada telefônica para um antigo médico da família (Dobrumov) da qual se sente obrigado pela consciência a fazer, apesar de saber que poderia ser preso. Sua chamada é gravada e o NKVD procura identificar quem a fez. 
Os prisioneiros sharashka, ou zeks, trabalham em projetos técnicos para auxiliar as agências de segurança do estado e geralmente cedem à crescente paranóia de Stalin. Embora a maioria esteja ciente de quão melhor eles estão do que os prisioneiros "normais" do gulag (alguns deles vieram de gulags), alguns também estão conscientes do esmagador dilema moral de trabalhar para ajudar um sistema que é a causa de tanto sofrimento. Como Lev Rubin recebe a tarefa de identificar a voz na ligação gravada, ele examina os espectrógrafos impressos da voz e os compara com as gravações de Volodin e quatro outros suspeitos. Ele reduz a Volodin e um outro suspeito, ambos presos.
No final do livro, vários zeks, incluindo Gleb Nerzhin, o herói autobiográfico, optam por parar de cooperar, mesmo que sua escolha signifique ser enviado para campos muito mais difíceis.
Volodin, inicialmente arrasado pela provação de sua prisão, começa a encontrar encorajamento no final de sua primeira noite na prisão.
O livro também retrata brevemente vários líderes soviéticos do período, incluindo o próprio Stalin, que é retratado como vaidoso e vingativo, lembrando com prazer a tortura de um rival, sonhando em um dia se tornar imperador do mundo, ou ouvindo seu subordinado Viktor Abakumov e se perguntando: "... já chegou o dia de atirar nele ?"

## Temas
O romance aborda vários temas filosóficos, e através de múltiplas narrativas é um poderoso argumento tanto para uma integridade estóica e humanismo. Como outras obras de Soljenítsin, o livro ilustra as dificuldades de se manter a dignidade dentro de um sistema projetado para privá-la de seus habitantes.

## Personagens
- Innokenty Volodin: Um funcionário do Ministério cujo telefonema no início do livro funciona como um catalisador para grande parte da ação posterior no sharashka e eventualmente leva à sua prisão.
- Gleb Nerzhin: Um matemático zek, 31 anos. Um personagem autobiográfico. Ele recebe uma oferta de um cargo em um grupo de criptografia e recusa, mesmo sabendo que isso significa que será mandado embora do sharashka.
- Nadezhda (Nadya) Nerzhina: esposa de Gleb. Esperou oito anos e tornou-se estudante em Moscou por causa dele (Marfino não fica longe de Moscou), mas pensa em se divorciar porque permanecer casada com um preso bloqueia suas perspectivas de continuar os estudos ou encontrar um emprego.
- Dmitry Sologdin: Um designer zek, 36 anos. Um sobrevivente dos campos do norte agora cumprindo seu segundo mandato. Sologdin é baseado no amigo de Soljenítsin, Dimitrii Mikhailovich Panin, que mais tarde escreveu um livro intitulado The Notebooks of Sologdin. Ele trabalha em uma máquina criptográfica em segredo, mas é descoberto e tem que desenvolver sua invenção para não ser mandado de volta.
- Lev Rubin: Zek filólogo e professor, 36 anos, comunista desde a juventude, mas mesmo assim sempre pronto para uma boa piada, mesmo sobre o socialismo. Rubin é baseado no amigo de Soljenítsin, Lev Kopelev. Ele consegue uma posição em um novo grupo; sua primeira tarefa é identificar o homem que ligou para avisar o Dr. Dobrumov para não compartilhar suas descobertas médicas com colegas internacionais.
- Valentin "Valentulya" Pryanchikov: Engenheiro zek e chefe do laboratório acústico, ele não é levado a sério e se comporta como uma criança, apesar de ser tão velho quanto Nerzhin.
- Rostislav "Ruska" Doronin: Zek mecânico, 23 anos. Ama Klara, filha do promotor Makarygin. O próprio informante, embora relutante, é espancado e mandado embora por ajudar outros presidiários a descobrir quem são os outros informantes.
- Klara Makarygina: a filha mais nova de Makarygin. Trabalha no laboratório de vácuo e se apaixona por Ruska.

## Adaptações
O diretor polonês Aleksander Ford fez um filme em inglês baseado no romance de 1973, The First Circle. Embora tenha aderido de perto ao enredo de Soljenítsin, o filme foi um fracasso comercial e de crítica. 
O filme de TV de 1992 baseado no romance The First Circle, ganhou o Prêmio Gemini do Canadá de Melhor Fotografia em Programa Dramático ou Série, concedido a Ron Orieux. Dirigido por Larry Sheldon, recebeu indicações para melhor minissérie dramática, melhor ator, melhor atriz e melhor roteiro na categoria. Estrelou Victor Garber como protagonista, Christopher Plummer, Robert Powell e Dominic Raacke, com F. Murray Abraham como Stalin. Foi lançado em DVD.
Em janeiro de 2006, o canal russo de televisão Rossiya Telekanal exibiu uma minissérie dirigida por Gleb Panfilov. Soljenítsin ajudou a adaptar o romance para a tela e narrou o filme.